# Astronesthinae
Die Astronesthinae sind Tiefseefische aus der Ordnung der Maulstachler (Stomiiformes). Astronesthes (griechisch) bedeutet „Sternkleid“.

## Merkmale
Die Tiere werden maximal 30 Zentimeter lang. Ihre Haut ist schuppenlos. Die Rückenflosse befindet sich über oder hinter dem Bauchflossenansatz, immer vor der Afterflosse. Alle Arten, mit Ausnahme von Rhadinesthes decimus, haben eine Fettflosse. Am Kinn tragen sie eine Bartel.
Flossenformel: Dorsale 9–21, Anale 12–28

## Gattungen und Arten
Es gibt sechs Gattungen und 55 Arten:
- Gattung Astronesthes

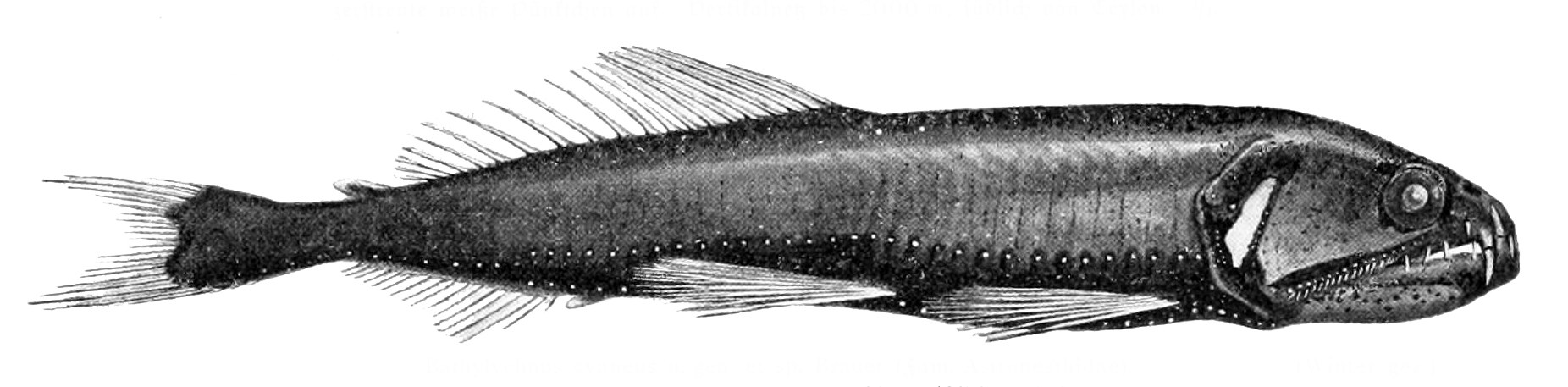
Astronesthes cyaneus

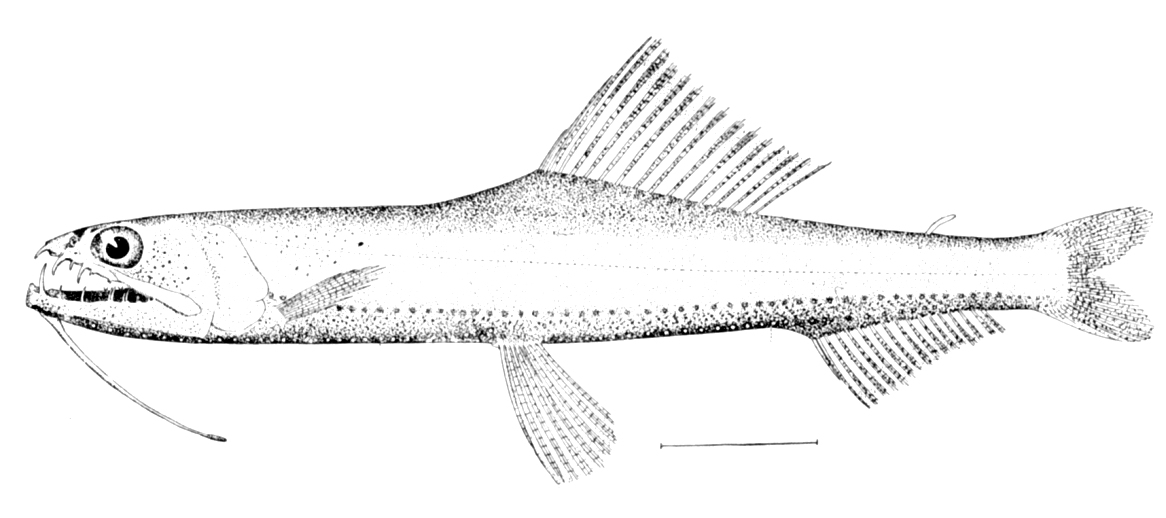
Astronesthes gemmifer

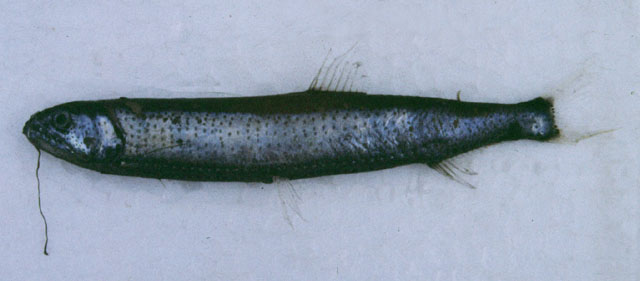
Astronesthes martensii

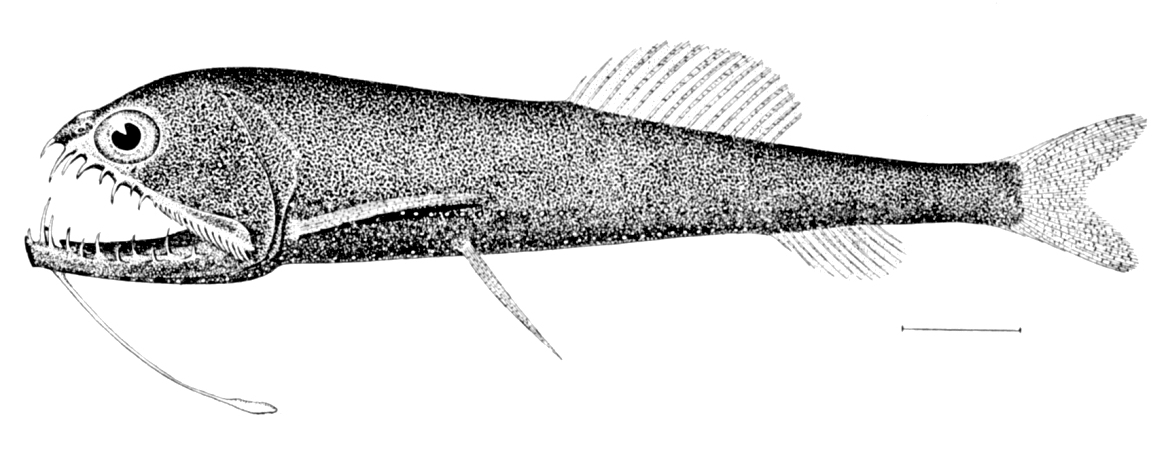
Astronesthes niger

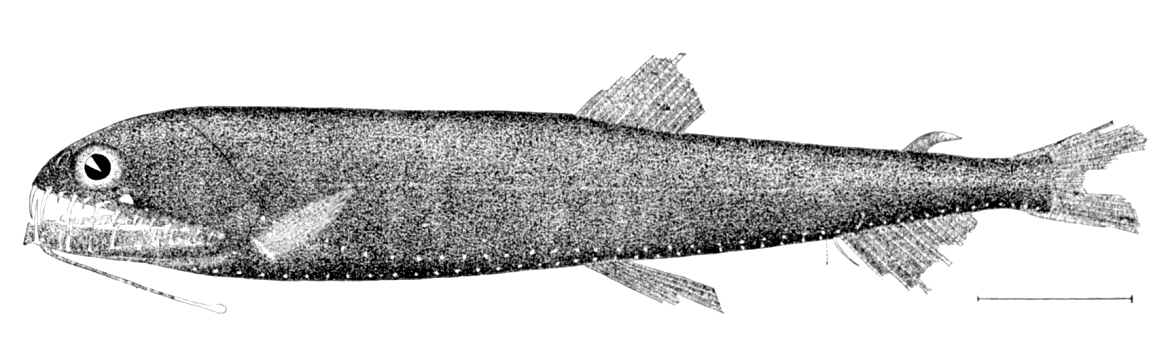
Astronesthes richardsoni

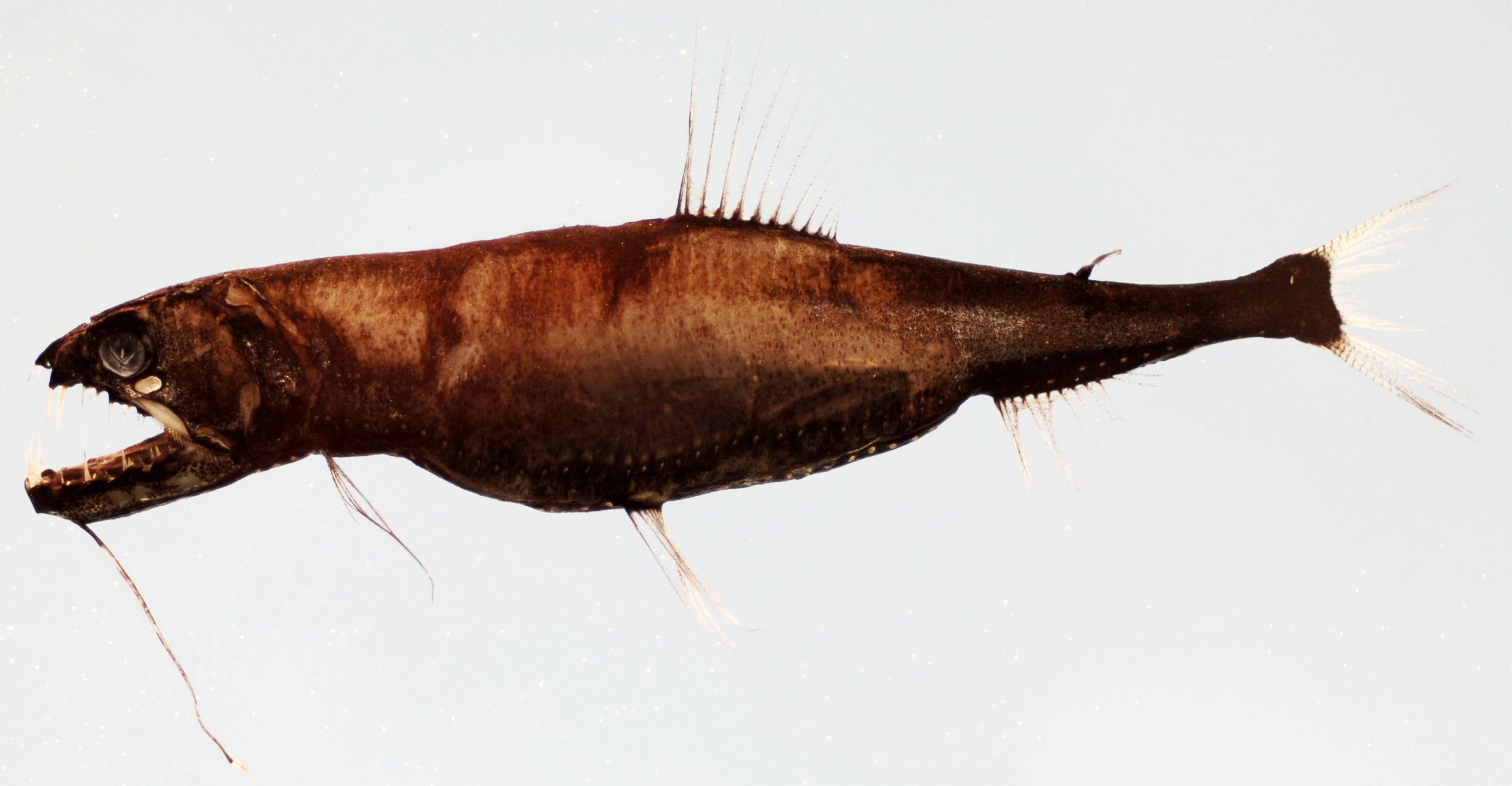
Astronesthes similus

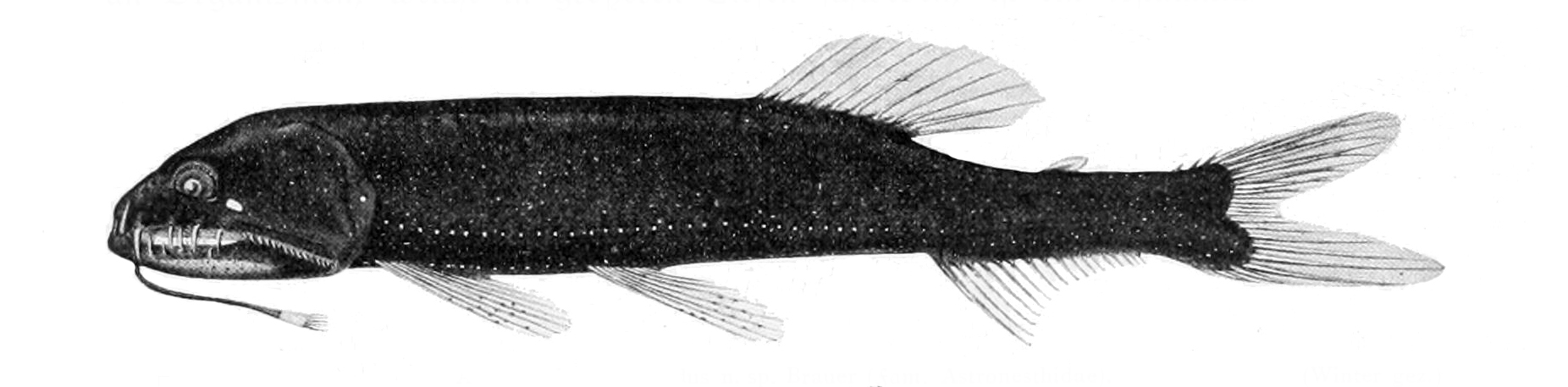
Astronesthes splendida

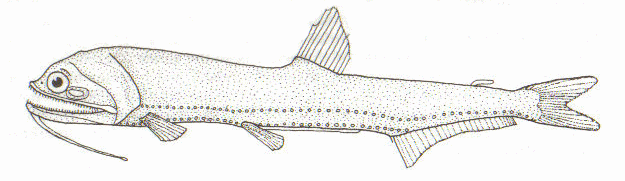
Neonesthes capensis

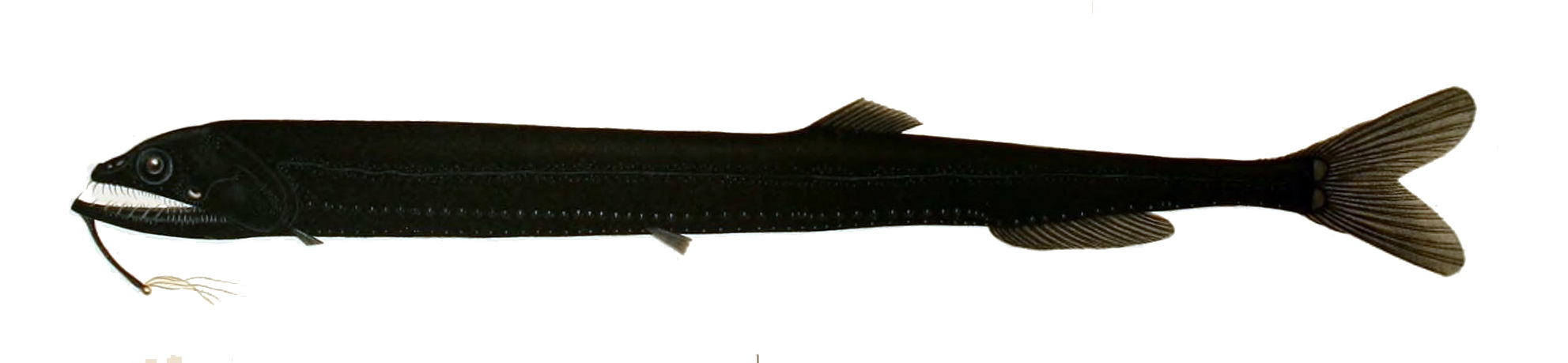
Rhadinesthes decimus

  - Astronesthes atlanticus Parin & Borodulina, 1996.
  - Astronesthes bilobatus Parin & Borodulina, 1996.
  - Astronesthes boulengeri Gilchrist, 1902.
  - Astronesthes caulophorus Regan & Trewavas, 1929.
  - Astronesthes chrysophekadion (Bleeker, 1849).
  - Astronesthes cyaneus (Brauer, 1902).
  - Astronesthes cyclophotus Regan & Trewavas, 1929.
  - Astronesthes decoratus Parin & Borodulina, 2002.
  - Astronesthes dupliglandis Parin & Borodulina, 1997.
  - Astronesthes exsul Parin & Borodulina, 2002.
  - Astronesthes fedorovi Parin & Borodulina, 1994.
  - Astronesthes formosana Liao et al., 2006.
  - Astronesthes galapagensis Parin, Borodulina & Hulley, 1999.
  - Astronesthes gemmifer Goode & Bean, 1896.
  - Astronesthes gibbsi Borodulina, 1992.
  - Astronesthes gudrunae Parin & Borodulina, 2002.
  - Astronesthes haplophos Parin & Borodulina, 2002.
  - Astronesthes ijimai Tanaka, 1908.
  - Astronesthes illuminatus Parin, Borodulina & Hulley, 1999.
  - Astronesthes indicus Brauer, 1902.
  - Astronesthes indopacificus Parin & Borodulina, 1997.
  - Astronesthes karsteni Parin & Borodulina, 2002.
  - Astronesthes kreffti Gibbs & McKinney, 1988.
  - Astronesthes lamellosus Goodyear & Gibbs, 1970.
  - Astronesthes lampara Parin & Borodulina, 1998.
  - Astronesthes leucopogon Regan & Trewavas, 1929.
  - Astronesthes longiceps Regan & Trewavas, 1929.
  - Astronesthes lucibucca Parin & Borodulina, 1996.
  - Astronesthes lucifer Gilbert, 1905.
  - Astronesthes luetkeni Regan & Trewavas, 1929.
  - Astronesthes lupina Whitley, 1941.
  - Astronesthes macropogon Goodyear & Gibbs, 1970.
  - Astronesthes martensii Klunzinger, 1871.
  - Astronesthes micropogon Goodyear & Gibbs, 1970.
  - Astronesthes neopogon Regan & Trewavas, 1929.
  - Astronesthes niger Richardson, 1845.
  - Astronesthes nigroides Gibbs & Aron, 1960.
  - Astronesthes oligoa Parin & Borodulina, 2002.
  - Astronesthes psychrolutes (Gibbs & Weitzman, 1965).
  - Astronesthes quasiindicus Parin & Borodulina, 1996.
  - Astronesthes richardsoni (Poey, 1852).
  - Astronesthes similus Parr, 1927.
  - Astronesthes spatulifer Gibbs & McKinney, 1988.
  - Astronesthes splendida Brauer, 1902.
  - Astronesthes tanibe Parin & Borodulina, 2001.
  - Astronesthes tatyanae Parin & Borodulina, 1998.
  - Astronesthes tchuvasovi Parin & Borodulina, 1996.
  - Astronesthes trifibulatus Gibbs, Amaoka & Haruta, 1984.
  - Astronesthes zetgibbsi Parin & Borodulina, 1997.
  - Astronesthes zharovi Parin & Borodulina, 1998.
- Gattung Borostomias
  - Borostomias abyssorum (Koehler, 1896).
  - Borostomias antarcticus (Lönnberg, 1905).
  - Borostomias elucens (Brauer, 1906).
  - Borostomias mononema (Regan & Trewavas, 1929).
  - Borostomias pacificus (Imai, 1941).
  - Borostomias panamensis Regan & Trewavas, 1929.
- Gattung Eupogonesthes
  - Eupogonesthes xenicus Parin & Borodulina, 1993.
- Gattung Heterophotus
  - Heterophotus ophistoma Regan & Trewavas, 1929.
- Gattung Neonesthes
  - Neonesthes capensis (Gilchrist & von Bonde, 1924).
  - Neonesthes microcephalus Norman, 1930.
- Gattung Rhadinesthes
  - Rhadinesthes decimus (Zugmayer, 1911).